# Zračenje crnog tela
Zračenje crnog tela je vid elektromagnetskog zračenja iz ili oko tela u termodinamičkoj ravnoteži sa svojom okolinom, ili koje emituje crno telo (tamno, neprozirno i nerefleksivno telo) koje se održava na konstantnoj, uniformnoj temperaturi. Radijacija ima specifičan spektar, koji zavisi jedino od temperature tela i ne od materijala od kog je telo izrađeno.
Toplotno zračenje koje mnoga obična tela spontano emituju, se može aproksimirati sa zračenjem crnog tela. Savršeno izolovana kutija, koja je u unutrašnjoj termičkoj ravnoteži, modelira zračenje crnog tela koje će emitovati kroz rupicu na zidu, pod uslovom da je rupica dovoljno mala da nema merljivog uticaja na unutrašnju ravnotežu.
Crno telo na sobnoj temperaturi izgleda crno, pošto je zračenje koje emituje uglavnom u infracrvenom spektru koji ljudsko oko ne vidi. Budući da ljudsko oko ne oseća boje pri vrlo malom intenzitetu svetlosti, crno telo posmatrano u mraku na najnižoj vidljivoj temperaturi, će subjektivno izgledati sivkasto (otuda što je ljudsko oko osetljivo jedino na crno i belo pri ovako niskim intenzitetima (mali broj fotona) - frekvencija svetla u vidljivom spektru bi i dalje bila crvena, ali bi intenzitet bio nedovoljan da se boja razluči), iako objektivan spektar ima maksimum u infracrvenoj oblasti. Kako telo postaje toplije, postaje mutno crveno. Sa daljim porastom temperature, telo konačno može da postane i zaslepljujuće sjajno plavičasto-belo.
Iako planete i zvezde nisu ni u termičkoj ravnoteži sa svojom okolinom, niti predstavljaju savršena crna tela, zračenje crnog tela se ipak koristi kao prva aproksimacija za energiju koju emituju.
Crne rupe su skoro savršena crna tela, u tom smislu što upijaju sva zračenja koja padnu na njih. Izneta je pretpostavka da one emituju zračenje crnog tela (nazvanu Hokingova radijacija), s temperaturom koja zavisi od mase posmatrane crne rupe.
Pojam Crno Telo je prvi uveo Gustaf Kirhof 1860. godine. Zračenje crnog tela se još naziva i kompletno zračenje ili temperaturno zračenje ili termalno zračenje.

## Spektar
Zračenje crnog tela ima karakterističan, kontinualan frekventivan spektar koji zavisi jedino od temperature tela, i koji se naziva Plankov spektar ili Plankov zakon. Spektar ima maksimum na karakterističnoj frekvenciji, koji se pomera ka većim frekvencijama sa porastom temperature, dok je na sobnoj temperaturi većina zračenja u infracrvenoj oblasti elektromagnetskog spektra. Sa porastom temperature preko 500 °C, crna tela počinju da emituju bitne količine vidljive svetlosti. Posmatran u mraku, prvi, bledi sjaj izgleda sivkasto. S porastom temperature, sjaj postaje vidljiv čak i u prisustvu pozadinskog osvetljenja: isprva kao mutno crveno, zatim žuto, i konačno kao "blještavi plavičasto-beli" sjaj. Kada telo izgleda belo, to znači da značajan deo njegovog zračenja potpada u ultraljubičasto zračenje. Sunce, sa efektivnom temperaturom od oko 5800 K, predstavlja približno crno telo sa emisionim spektrom čiji je maksimum u središnjoj, žuto-zelenoj oblasti vidljivog spektra, i sa značajnim učinkom ultraljubičastog zračenja.
Zračenje crnog tela daje uvid u termodinamičku ravnotežu zračenja iz procepa. Ako se svaki Furijeov red ravnotežnog isijavanja inače praznog procepa sa savršeno reflektivnim zidovima smatra za stepen slobode koji može da razmenjuje energiju, onda, prema teoriji jednake raspodele klasične fizike, bi svaki red imao istu energiju. Kako postoji beskonačno mnogo redova, to bi sledilo da postoji i beskonačan toplotni kapacitet (beskonačna energija pri bilo kojoj temperaturi različitoj od nule), kao i nefizički spektar zračenja koji raste bez kraja sa porastom frekvencije, što je problem poznat pod nazivom ultraljubičasta katastrofa. Umesto toga, u kvantnoj teoriji, broj redova je kvantiran, prelamajući spektar visokih frekvencija u skladu sa eksperimentalnim opažanjima, rešavajući katastrofu. Istraživanje zakona zračenja crnog tela, kao i neuspešnost klasične fizike da objasni ovu pojavu, predstavlja osnovu u uspostavljanju kvantne mehanike.

## Objašnjenje
Sva normalna (barionska) materija emituje elektromagnetno zračenje na temperaturi iznad apsolutne nule. Zračenje predstavlja konverziju termalne energije tela u elektromagnetnu energiju, pa se stoga i naziva toplotno zračenje. Predstavlja spontani proces zračne raspodele entropije.
Takođe, sva materija apsorbuje elektromagnetno zračenje u nekoj meri. Telo koje apsorbuje sva zračenja koja padnu na njega, na svim talasnim dužinama, se naziva crno telo. Kada crno telo ima uniformnu temperaturu, njegova emisija ima karakterističnu raspodelu frekvencija koja zavisi od temperature. Ova emisija se naziva zračenje crnog tela.
Koncept crnog tela je idealizovan, jer crna tela ne postoje u prirodi. Sistem koji se najbliže podudara sa teorijskim crnim telom, predstavlja pozadinsko kosmičko zračenje. Grafit i ogaravljena tela, sa emisivnošću od preko 0.95, predstavlja dobru aproksimaciju crnog materijala. Eksperimentalno, zračenje crnog tela može da se postigne najbolje pomoću zračenja iz procepa u stabilnoj ravnoteži u krutom telu, na uniformnoj temperaturi, koje je potpuno tamno, i samo minimalno reflektivno. Zatvorena kutija grafitnih zidova na konstantnoj temperaturi sa malim otvorom na jednoj strani predstavlja dobru aproksimaciju zračenja idealnog crnog tela emitovanog iz procepa.
Zračenje crnog tela ima apsolutno stabilnu raspodelu intenziteta zračenja koje može postojati u termodinamičkoj ravnoteži u procepu. U ravnoteži, za svaku frekvenciju, ukupan intenzitet zračenja koje je emitovano ili reflektovano sa tela (to jest, ukupna količina zračenja koje napušta površinu tela, koja se naziva spektralna radijanca) je određena isključivo temperaturnom ravnotežom, i ne zavisi od oblika tela, materijala ili strukture tela. Za crno telo (savršeni absorber) nema reflektivnog zračenja, pa je i spektralna radijanca u celosti samo usled emisije. Dodatno, crno telo je difuzni emiter (emisija ne zavisi od pravca). Usled toga, zračenje crnog tela se može posmatrati kao zračenje crnog tela u termalnoj ravnoteži.
Zračenje crnog tela postaje vidljivi sjaj kad je temperatura tela dovoljno visoka. Drejperova tačka je temperatura na kojoj sva čvrsta tela isijavaju mutno crveno, oko 798 K. Na 1000 K, mali otvor na zidu uniformno zagrejane, tamne kutije (npr. rerne), posmatrane spolja, izgleda crveno; na 6000 K, izgledaće belo. Kako god da je rerna konstruisana, i od kog god materijala, dokle god zidovi apsorbuju skoro svu ulaznu svetlost, ona će sadržati dobru aproksimaciju zračenja crnog tela (pošto sva svetlost koja uspe da uđe kroz procep, u kutiju, neće moći da izađe ponovo kroz procep, već će se reflektovati o unutrašnje zidove kutije sve dok ne bude apsorbovana, to je kutija onda praktično savršeno nerefleksivna i apsorbuje sva zračenja). Spektar, i samim tim boja svetlosti koje dopire iz procepa, će zavisiti jedino od temperature procepa. Grafički prikaz količine energije u rerni po jedinici zapremine, i jedinici frekvencije prikazan u zavisnosti od frekvencije, se naziva kriva crnog tela. Različite krive se dobijaju za različite temperature.
Dva tela iste temperature ostaju u uzajamnoj termalnoj ravnoteži, pa telo temperature T okruženo oblakom svetlosti temperature T će u proseku emitovati u oblak isto svetla koliko i upija, u skladu sa Prevostovim principom razmene, koji se odnosi na ravnotežu zračenja. Princip kaže da u termodinamičkoj ravnoteži svaki elementarni proces deluje jednako u oba smera. Prevost je pokazao da je emisija tela određena jedino njegovim unutrašnjim stanjem. Efekat termodinamičke apsorpcije na termodinamičku emisiju je indirektan, tako što utiče na unutrašnje stanje tela. Ovo znači da u termodinamičkoj ravnoteži količina svake talasne dužine u svakom pravcu termičkog zračenja tela temperature T, crnog ili ne, je jednaka odgovarajućim količinama koje telo apsorbuje  jer je okruženo svetlošću temperature T.
Kada je telo crno, apsorpcija je očigledna: količina apsorbovane svetlosti, je sva svetlost koja dopre do površine tela. Ako su dimenzije crnog tela mnogo veće od talasne dužine merene svetlosti, svetlosna energija apsorbovana na bilo kojoj talasnoj dužini λ u jedinici vremena, je strogo proporcionalna krivi crnog tela. Ovo znači da kriva crnog tela predstavlja količinu svetlosne energije koju emituje crno telo, pa otuda i ime. Ovo je i potreban uslov da bi se mogao primeniti Kirhofov zakon toplotnog zračenja: kriva crnog tela je karakteristika toplotne svetlosti, koja zavisi jedino od temperature zidova procepa, pod uslovom da su zidovi procepa potpuno neprovidni i vrlo slabo reflektivni, te da je kutija u termodinamičkoj ravnoteži. Kad je crno telo malo, tako da su mu dimenzije istog reda veličine kao i talasna dužina svetlosti, apsorpcija će biti izmenjena, jer malo telo nije efikasan apsorber svetla velike talasne dužine. Ipak, princip striktne jednakosti emisije i apsorpcije ostaje očuvan u uslovima termodinamičke ravnoteže.
U laboratoriji, crno telo se aproksimira sa malim otvorom u velikoj kutiji, tzv hohlraumom, u potpuno tamnom telu koje je vrlo slabo reflektivno, i koje se održava na stalnoj temperaturi. Usled ovoga se nekada koristi i naziv zračenje iz procepa. Sva svetlost koja ulazi u kutiju kroz otvor, bi morala da se reflektuje nekoliko puta pre nego što bi prošla kroz otvor, pa bi se pri tom sigurno apsorbovala. Apsorpcija se javlja bez obzira na talasnu dužinu upadnog zračenja (dok god je mala u odnosu na sam otvor). Time ovaj otvor predstavlja aproksimaciju teorijskog crnog tela, i ako se kutija zagreva, spektar zračenja procepa (tj količina svetla emitovanog iz kutije na svakoj talasnoj dužini) će biti kontinualna, i zavisna jedino od temperature i činjenice da su zidovi tamni i bar delimično apsorptivni, ali ne i od prirodne materijala od kog su procep i kutija izrađeni (za razliku od emisionog spektra).
Određivanje krive crnog tela je predstavljalo veliki problem teorijske fizike tokom kasnog devetnaestog veka. Problem je konačno rešio Maks Plank 1901. godine formulišući ono što danas znamo kao Plankov zakon zračenja crnog tela. On je modifikovao Vinovu aproksimaciju (nije isto što i Vinov zakon pomeranja) koja je u skladu sa termodinamikom i elektromagnetizmom, i našao je matematički izraz koji zadovoljava eksperimentalne podatke. Plank je morao da pretpostavi da je energija oscilatora (atomi, molekuli, joni) kvantifikovana, tj da se javlja u celobrojnim umnošcima neke osnovne vrednosti. Ajnštajn je razvio ovu teoriju o kvantifikaciji energije prilikom objašnjenja fotoelektičnog efekta 1905. godine. Ovi teorijski napreci su vremenom doveli do potpune zamene klasične elektrodinamike kvantnom elektrodinamikom. Kvanti svetlosti su nazvani fotoni a procep (analog crnog tela) se smatra kao da sadrži fotonski gas. Dodatno, došlo je i do razvoja raspodele kvantne verovatnoće, poznate kao Fermi–Dirakova statistika i Boze–Ajnštajnova statistika, koje se obe mogu primeniti na različite klase čestica, fermione i bozone.
Talasne dužine pri kojima je zračenje najintenzivnije su date Winovim zakonom raspodele, a ukupna snaga emitovana po jedinici površine je data Štefan–Bolcmanovim zakonom. Tako, s porastom temperature, sjaj se menja od crvene, preko žute, do plavo-bele. Čak i kad se maksimum zračenja pomera ka ultraljubičastom spektru, dovoljno zračenja nastavlja da bude emitovano u plavom spektru pa telo nastavlja da izgleda plavo. Nikada neće postati nevidljivo - iako zračenje vidljive svetlosti raste monotono sa temperaturom.
Radijanca ili opažen intenzitet, nije funkcija pravca. Iz tog razloga, crno telo predstavlja savršen Lamberov izvor zračenja.
Stvarna tela se nikada ne ponašaju kao idealna crna tela, pa emisija za bilo koju frekvenciju predstavlja samo deo idealne emisije. Emisivnost materijala određuje koliko efikasno će stvarno telo isijavati energiju u poređenju s crnim telom. Ova emisivnost zavisi od faktora kao što su temperatura, ugao emisije, i talasna dužina. Ipak, tipično je u inženjeringu da se pretpostavi da spektralna emisivnost i apsorbitivnost površine ne zavise od talasne dužine, jer se tako može uzeti da je emisivnost konstantna. Ovo je poznato kao pretpostavka sivog tela.
Kada su u pitanju ne-crna tela, odstupanja od crnog tela su određena strukturom površine, npr grubost, i granulacija, kao i hemijskim sastavom. Stvarna tela u stanju lokalne termodinamičke ravnoteže  i dalje prate Kirhofov zakon ali samo za datu talasnu dužinu: emisivnost je jednaka apsorptivnosti, tako da telo koje ne apsorbuje svu svetlost će takođe emitovati manje zračenja od idealnog crnog tela; delimična apsorpcija može bili ili usled toga što se deo svetla propušta kroz telo, ili otuda što se deo svetla reflektuje sa površine tela.
U astronomiji, tela poput zvezda se često poistovećuju sa crnim telima, iako je ovo često loša aproksimacija. Gotovo savršen spektar crnog tela daje kosmičko pozadinsko zračenje. Hokingova radijacija je pretpostavljeno zračenje crnog tela koje potiče od crnih rupa, na temperaturama koje zavise od mase, naelektrisanja, i spina rupe. Ako je ova pretpostavka tačna, crne rupe će vrlo postepeno da se smanje i ispare kako budu gubile masu usled emisije fotona i ostalih čestica.
Crno telo zrači energiju na svim frekvencijama, ali mu intenzitet naglo teži nuli pri visokim frekvencijama (kratke talasne dužine). Na primer, crno telo na sobnoj temperaturi (300 K) sa površinom od jednog kvadratnog metra, će emitovati foton vidljive svetlosti (390–750 nm) u proseku svakih 41 sekunde, što za sve praktične potrebe znači da crno telo ne emituje u vidljivom spektru.

## Jednačine

### Plankov zakon zračenja crnog tela
Plankov zakon kaže da
{\displaystyle I(\nu ,T)={\frac {2h\nu ^{3}}{c^{2}}}{\frac {1}{e^{\frac {h\nu }{kT}}-1}}}
gde je
I(ν,T) energija po jedinici vremena (ili snaga) emitovana po jedinici površine, upravno na tu površinu po jedinici frekvencije od crnog tela temperature T, takođe poznata i kao spektralna radijanca;
h je Plankova konstanta;
c je brzina svetlosti u vakuumu;
k je Bolcmanova konstanta;
ν je frekvencija elektromagnetnog zračenja; i
T je apsolutna temperatura tela.

### Vinov zakon pomeranja
Vinov zakon pomeranja pokazuje kako se spektar zračenja crnog tela na nekoj temperaturi odnosi prema spektru na bilo kojoj drugoj temperaturi. Ako nam je poznat spektar na jednoj temperaturi, možemo izračunati krivu za bilo koju drugu temperaturu. Spektralni intenzitet se može izraziti bilo u funkciji talasne dužine ili frekvencije.
Posledica Vinovog zakona pomeranja je da je talasna dužina na kojoj je intenzitet po jedinici talasne dužine zračenja crnog tela na svom maksimumu, {\displaystyle \lambda _{\max }}, funkcija jedino temperature
{\displaystyle \lambda _{\max }={\frac {b}{T}}}
gde je konstanta, b, poznata kao Vinova konstanta pomeranja, jednaka 6997289777210000000±2.8977721(26)×10−3 K m.
Plankov zakon je prikazan kao funkcija frekvencije. Intenzitet maksimuma je tako dat preko
{\displaystyle \nu _{\max }=T\times 58.8\ \mathrm {GHz} \ \mathrm {K} ^{-1}}.

### Štefan–Bolcmanov zakon
Štefan–Bolcmanov zakon kaže da je snaga emitovana po jedinici površine crnog tela direktno proporcionalna njegovoj apsolutnoj temperaturi na četvrti stepen:
{\displaystyle j^{\star }=\sigma T^{4},}
gde je j* ukupna snaga izračena po jedinici površine, T je apsolutna temperatura i σ = 6992567000000000000±5.67×10−8 W m−2 K−4 je Štefan–Bolcmanova konstanta. Ovo proističe iz integracije {\displaystyle I(\nu ,T)} po frekvenciji i uglu:
{\displaystyle j^{\star }=\int _{0}^{\infty }d\nu \int d\Omega \cos \theta \cdot I(\nu ,T)}
Faktor {\displaystyle \cos \theta } se javlja jer razmatramo radijaciju upravno na površinu tela. Ugaoni integral se širi preko {\displaystyle 2\pi } u azimutu {\displaystyle \phi }, i preko pola polarnog ugla {\displaystyle \theta }:
{\displaystyle \int d\Omega \cos \theta =\int _{0}^{2\pi }d\phi \int _{0}^{\pi /2}d\theta \sin \theta \cos \theta =\pi }
{\displaystyle I(\nu ,T)} je nezavisan od uglova i prolazi kroz ugaoni integral. Uvođenjem formule za {\displaystyle I(\nu ,T)} dobija se
{\displaystyle j^{\star }={2\pi (kT)^{4} \over c^{2}h^{3}}\int _{0}^{\infty }dx{x^{3} \over e^{x}-1}}
{\displaystyle x\equiv h\nu /kT} je bezdimenziono. Integral po {\displaystyle x} ima vrednost {\displaystyle \pi ^{4}/15}, što daje
{\displaystyle j^{\star }=\sigma T^{4},\sigma \equiv {2\pi ^{5} \over 15}{k^{4} \over c^{2}h^{3}}}

## Zračenje ljudskog tela
Kao i sva materija, ljudsko telo isijava nešto njegove energije kao infracrveno svetlo.
Ukupna izračena snaga je razlika između emitovane i apsorbovane snage:
{\displaystyle P_{\mathrm {net} }=P_{\mathrm {emit} }-P_{\mathrm {absorb} }.\,}
Primenom Štefan–Bolcmanovog zakona,
{\displaystyle P_{\rm {net}}=A\sigma \varepsilon \left(T^{4}-T_{0}^{4}\right).}
Ovde je ε emisivnost i približno je 1. Ukupna površina odrasle osobe je oko 2 m², i srednja- i daleka- infracrvena emisivnost kože i većine odeće je približno konstantna, pošto su to nemetalne površine. Temperatura kože je oko 33 °C, ali odeća spušta temperaturu površine na oko 28 °C kada je temperatura okoline 20 °C. Odatle, ukupan gubitak toplote zračenjem je oko
{\displaystyle P_{\rm {net}}=100\ \mathrm {W} .}
Ukupna energija izračena u toku jednog dana je oko 9 MJ, ili 2000 kcal (na namirnicama kalorija). Bazalni metabolizam 40-o godišnjeg muškarca je oko 35 kcal/(m²·h), što je približno 1700 kcal po danu, za ista 2 m² površine. Ipak, srednji metabolizam sedentarnih odraslih je oko 50% do 70% viši od bazalnog.
Postoje i drugi bitni mehanizmi gubitka toplote, uključujući konvekciju i isparavanje. Kondukcija je zanemarljiva – Nuseltov broj je mnogo veliki. Isparavanje putem znojenja je jedino potrebno kada zračenje i konvekcija nisu dovoljne da održe stalnu temperaturu (isparavanje iz pluća se svejedno odigrava). Slobodna konvekcija je manja, ali uporediva sa stepenom zračenja. Tako, zračenjem se gubi 2/3 ukupne energije u hladnoj, nevetrovitoj sredini. S obzirom na približnu prirodu svih pretpostavki, treba imati na umu da se ovde radi o vrlo grubom zaključku. Kretanje vazduha izaziva prinudnu konvekciju, i isparavanje umanjuju relativan značaj zračenja u gubitku toplotne energije organizma.
Primenom Vinovog zakona na ljudsko telo za maksimalnu talasnu dužinu od:
{\displaystyle \lambda _{\rm {peak}}={\frac {2.898\times 10^{-3}\ \mathrm {K} \cdot \mathrm {m} }{305\ \mathrm {K} }}=9.50\ \mu \mathrm {m} .}
Otuda, uređaji za termoviziju u slučaju ljudi, su najosetljiviji u opsegu od 7–14 mikrona.

## Odnos temperature planete i njene zvezde
Zakon crnog tela se može koristiti i da se proceni temperatura planete koja orbitira oko Sunca (njene zvezde).
Temperatura planete zavisi od nekoliko faktora:
- Incidentno zračenje zvezde
- Emitovano zračenje planete, npr., Zemljin infracrveni sjaj
- Albedo efekat koji izaziva frakcija svetlosti koju reflektuje planeta
- Efekat staklene bašte za planete koje imaju atmosferu
- Energija koju planeta interno generiše usled radioaktivnog raspada, plimskog zagrevanja, i adijabatske kontrakcije usled hlađenja.

Analiza uzima u obzir samo toplotu Sunca za planete u solarnom sistemu.
Štefan–Bolcmanov zakon daje ukupnu snagu (energija/sekund) koju Sunce emituje:
{\displaystyle P_{\rm {S\ emt}}=4\pi R_{\rm {S}}^{2}\sigma T_{\rm {S}}^{4}\qquad \qquad (1)}
gde
{\displaystyle \sigma \,} je Štefan–Bolcmanova konstanta,
{\displaystyle T_{\rm {S}}\,} je efektivna temperatura Sunca, i
{\displaystyle R_{\rm {S}}\,} je radijus Sunca.
Sunce emituje jednako u svim pravcima, stoga, planeta prima samo mali deo tog zračenja. Snaga Sunca koja dopire do Zemlje (u vrhu atmosfere) je:
{\displaystyle P_{\rm {SE}}=P_{\rm {S\ emt}}\left({\frac {\pi R_{\rm {E}}^{2}}{4\pi D^{2}}}\right)\qquad \qquad (2)}
gde
{\displaystyle R_{\rm {E}}\,} je radijus planete i
{\displaystyle D\,} je rastojanje između Sunca i planete.
Zbog visoke temperature, Sunce emituje u velikoj meri u ultraljubičastom i vidljivom (UV-Vis) spektru. U ovom opsegu frekvencija, planeta reflektuje deo {\displaystyle \alpha } te energije, gde {\displaystyle \alpha } predstavlja albedo ili reflektancu planete u UV-Vis opsegu. Drugim rečima, planeta apsorbuje {\displaystyle 1-\alpha }  sunčeve svetlosti, i reflektuje sve ostalo. Snaga koju planeta i njena atmosfera apsorbuju je onda:
{\displaystyle P_{\rm {abs}}=(1-\alpha )\,P_{\rm {SE}}\qquad \qquad (3)}
Iako planeta apsorbuje samo kao površina kruga {\displaystyle \pi R^{2}}, ona ipak emituje jednako u svim pravcima kao sfera. Kada bi planeta bila idealno crno telo, emitovala bi u skladu sa Štefan–Bolcmanovim zakonom
{\displaystyle P_{\rm {emt\,bb}}=4\pi R_{\rm {E}}^{2}\sigma T_{\rm {E}}^{4}\qquad \qquad (4)}
gde {\displaystyle T_{\rm {E}}} predstavlja temperaturu planete. Ova temperatura, je izračunata za slučaj planete koja se ponaša kao crno telo, tako što je uzeto {\displaystyle P_{\rm {abs}}=P_{\rm {emt\,bb}}}, i naziva se efektivna temperatura. Stvarna temperatura planete će verovatno biti drugačija, u zavisnosti od njene površine i atmosferskih svojstava. Zanemarivši atmosferu i efekat staklene bašte, planeta, budući da je mnogo niže temperature od Sunca, emituje uglavnom u IC spektru. U ovom opsegu frekvencija, emituje {\displaystyle {\overline {\epsilon }}} od zračenja koje bi crno telo emitovalo, gde je {\displaystyle {\overline {\epsilon }}} prosečna emisivnost u IC spektru. Snaga kojom zrači planeta je sada:
{\displaystyle P_{\rm {emt}}={\overline {\epsilon }}\,P_{\rm {emt\,bb}}\qquad \qquad (5)}
Za telo u ravnoteži zračenja sa svojom okolinom, brzina emisije i apsorpcije su jednake:
{\displaystyle P_{\rm {abs}}=P_{\rm {emt}}\qquad \qquad (6)}
Uvođenjem izraza za solarnu i planetarnu snagu u izrazima 1–6 i uprošćavanjem dobija se procenjena temperatura planete, sa zanemarenim efektom staklene bašte, TP:
{\displaystyle T_{P}=T_{S}{\sqrt {\frac {R_{S}{\sqrt {\frac {1-\alpha }{\overline {\varepsilon }}}}}{2D}}}\qquad \qquad (7)}
Drugim rečima, uz načinjene pretpostavke, temperatura planete zavisi jedino od površinske temperature Sunca, radijusa Sunca, rastojanja planete od Sunca, albeda i IC emisivnosti planete.
Može se uočiti da siva lopta gde je {\displaystyle ({1-\alpha })={\overline {\varepsilon }}} dolazi na istu temperaturu kao i crno telo, nebitno koliko je svetlo ili tamno siva.

### Temperatura Zemlje
Zamenom izmerenih vrednosti za Zemlju i Sunce, dobijamo:
{\displaystyle T_{\rm {S}}=5778\ \mathrm {K} ,}
{\displaystyle R_{\rm {S}}=6.96\times 10^{8}\ \mathrm {m} ,}
{\displaystyle D=1.496\times 10^{11}\ \mathrm {m} ,}
{\displaystyle \alpha =0.306\ }
S prosečnom emisivnošću {\displaystyle {\overline {\varepsilon }}} konstantnom, efektivna temperatura zemlje je:
{\displaystyle T_{\rm {E}}=254.356\ \mathrm {K} }
ili −18,8 °C.
Ovo je temperatura Zemlje kada bi ona zračila kao savršeno crno telo u IC spektru, zanemarivši efekat staklene bašte (koji može da podigne temperaturu tela iznad one koja bi važila za crno telo, u svim spektrima), i pretpostavivši da je albedo Zemlje nepromenjiv. U IC spektru, Zemlja naime ne emituje kao savršeno crno telo usled čega je temperatura nešto viša od efektivne. Da bismo procenili kolika bi temperatura Zemlje bila ako Zemlja ne bi imala atmosferu, onda bismo mogli uzeti albedo i emisivnost Meseca kao dobre aproksimacije. Albedo i emisivnost Meseca su oko 0.1054 i 0.95 redom, čime se dobija procenjena temperatura od 1.36 °C.
Procene Zemljinog prosečnog albeda variraju u opsegu 0.3–0.4, iz čega se dobijaju različite procenjene temperature. Procene se obično zasnivaju na solarnoj konstanti (totalno isunčavanje) umesto na temperaturama, veličini, i rastojanju od Sunca. Na primer, uzev da je albedo 0,4, a isunčavanje 1400 W m−2, dobija se efektivna temperatura od 245 K.
Uzev da je albedo 0.3 a solarna konstanta 1372 W m−2, dobija se efektivna temperatura od 255 K.

## Kosmologija
Pozadinsko zračenje svemira kakvo danas možemo izmeriti, je najbliže savršenom crnom telu, ikada izmereno u prirodi, na temperaturi od 2,7K. Ono predstavlja "fotografiju" zračenja u vreme kada je došlo do razvezivanja mase i zračenja u ranom univerzumu. Pre ovog trenutka, skoro sva materija u univerzumu je bila u obliku jonizovane plazme u termalnoj, ali ne potpunoj termodinamičkoj ravnoteži sa zračenjem.
Prema Kondepudiju i Prigoginu, na vrlo visokim temperaturama (iznad 1010K; kakve temperature su postojale u vrlo ranom univerzumu), gde termalno kretanje razdvaja protone i neutrone uprkos jakim nuklearnim silama, parovi elektrona i pozitrona se spontano pojavljuju i iščezavaju, i nalaze se u termalnoj ravnoteži sa elektromagnetnom radijacijom. Ove čestice će dati deo spektra crnog tela, pored elektromagnetne radijacije.

## Doplerov efekat za crno telo koje se kreće
Relativistički Doplerov efekat izaziva pomeranje frekvencije f svetla iz izvora koji se kreće u odnosu na posmatrača, tako da je prividna frekvencija talasa f':
{\displaystyle f'=f{\frac {1-{\frac {v}{c}}\cos \theta }{\sqrt {1-v^{2}/c^{2}}}},}
gde je v brzina izvora u odnosu na posmatrača, θ je ugao između vektora brzine i pravca posmatrač-izvor merenog iz referentnog sistema izvora, a c je brzina svetlosti. Ovo se može uprostiti za jednostavne slučajeve kada se izvor kreće prema (θ = π) ili od (θ = 0) posmatrača, i za brzine značajno manje od c.
Kroz Plankov zakon temperaturni spektar crnog tela je proporcionalan frekvenciji svetlosti pa se u ovoj jednačini, može zameniti temperatura (T) sa frekvencijom.
Za slučajeve kada se izvor kreće direktno prema ili od posmatrača, ovo se svodi na:
{\displaystyle T'=T{\sqrt {\frac {c-v}{c+v}}}.}
Ovde v > 0 ukazuje na izvor koji se udaljava, a v < 0 ukazuje na izvor koji se približava.
Ovo je bitan efekat u astronomiji, gde zvezde i galaksije mogu da dostignu i vrednosti uporedive sa c. Primer je Pozadinsko zračenje svemira, koje ispoljava dipolnu anizotropiju usled kretanja zemlje relativno u odnosu na ovo radijaciono polje crnog tela.

## Istorija

### Belfor Stjuart
1858-e, Belfor Stjuart je opisao svoj experiment sa termalnim emisionim i apsorptivnim snagama ispoliranih pločica različitih supstanci u poređenju sa ogaravljenim površinama, na istim temperaturama. Stjuart se odlučio za ogaravljene površine zbog nekih ranijih eksperimentalnih zaključaka, posebno od strane Pjer Prevosta i Džon Leslija. Stjuart piše: "Garež, koja apsorbuje sve zrake koji padnu na nju, pa time i poseduje najveću apsorpcionu moć, će samim tim posedovati i najveću emisionu moć." Pošto je stjuart bio skloniji eksperimentima nego teoriji, on nije ukazao na pretpostavljeni opšti princip, da postoji telo, ili idealno teorijsko, ili stvarno u prirodi, koje ima površinu koja je univerzalni apsorber odnosno emiter, za sve talasne dužine u temperaturnoj ravnoteži..
Stjuart je izmerio izračenu snagu sa termospregom i osetljivim galvanometrom. Njega je zanimala selektivna termalna radijacija, koju je ispitivao sa pločicama supstanci koje su apsorbovale i emitovale selektivno za različite tipove zračenja, umesto maksimalno za sve tipove radijacije. On je razmatrao eksperimente za slučajeve talasa koji su se mogli reflektovati, ili refraktovati, i koji se pridržavaju Stoks-Helmholcovog principa recipročnosti . Stjuart u ovom radu, nije naglasio da se kvalitet svetlosti može opisati njenom talasnom dužinom niti je koristio spektralne aparate kao što su prizme i difrakcione rešetke. Njegovo istraživanje je bilo kvantitativno u okviru ovih ograničenja. On je vršio merenja na sobnoj temperaturi, i brzo, kako bi osigurao da ispitivana tela budu što bliže termalnoj ravnoteži, tela su bila pripremljena zagrevanjem ključalom vodom. Ovim je potvrdio da substance koje emituju i apsorbuju selektivno, poštuju princip jednakosti apsorpcije i emisije u termičkoj ravnoteži.
Stjuart je ponudio teorijski dokaz da bi ovo trebalo da bude slučaj za svaku vrstu termalnog zračenja, ali njegova matematika nije bila posebno pouzdana. On se uopšte nije osvrnuo na termodinamiku u svom istraživanju ali jeste pomenuo "očuvanje vis viva" (rani oblik zakona o očuvanju energije). On je zaključio da njegova merenja sugerišu da se radijacija i upija i emituje od strane čestica materije kroz sredinu. Primenio je Helmoholcov reciprocitet da bi ukazao na razliku između površine i unutrašnjosti materijala. Nije postulirao neostvarivu, savršeno crnu površinu. Zaključio je da njegovi ogledi pokazuju da u šupljini u termičkoj ravnoteži, da toplota izračena iz bilo kog dela unutrašnjosti, nebitno od kog materijala je izrađena, je jednaka onoj koja bi bila emitovana sa ogaravljene površine istog oblika i položaja. Nije istakao eksplicitno da ogaravljena tela koja je koristio za referencu, moraju da imaju jedinstvenu spektralnu emitancu koja zavisi od tempertature.

### Gustaf Kirhof
1859-e, ne znajući za Stjuartova istraživanja, Gustaf Robert Kirhof je prijavio opažanje podudarnosti talasnih dužina spektralnih linija apsorpcije i emisije vidljive svetlosti. Što je bitno za termalnu fiziku, opazio je i da su svetle i tamne linije jasno uočljive u zavisnosti od temperaturne razlike emitera i apsorbera.
Kirhof je dalje razmatrao tela koja emituju i apsorbuju toplotno zračenje, u tamnoj kutiji ili šupljini, u ravnoteži na temperaturi T.
Snaga emisije E(T, i) označava dimenzionu veličinu, ukupnu radijaciju izračenu od tela i temperature T. Ukupan stepen apsorpcije a(T, i) tela je bezdimenzion, udeo apsorbovanog u incidentnom zračenju u šupljini na temperaturi T . (za razliku od Balfor Stjuartove, Kirhofova definicija apsorpcionog udela se nije odnosila na ogaravljenu površinu kao izvora zračenja.) Tako je udeo E(T, i) / a(T, i) emisione snage prema apsorpciji dimenziona veličina, sa dimenzijom emisione snage, jer a(T, i) je bezdimenziono. Takođe, ovde je emisiona snaga tela za neku talasnu dužinu, na temperaturi T označena sa E(λ, T, i) a apsorpciona snaga za neku talasnu dužinu sa a(λ, T, i). Opet, odnos E(λ, T, i) / a(λ, T, i) emisione i apsorpcione snage, dimenziona veličina, sa jedinicama emisione snage.
U drugom radu napisanom 1859-e, Kirhof je objavio novi opšti princip ili zakon za koji je ponudio teorijski i matematički dokaz, ali nije ponudio kvantitativne mere zračne snage. Njegov teorijski dokaz se danas smatra za netačan od strane nekih autora. Njegov princip s druge strane, je opstao: za toplotne talase iste talasne dužine, u ravnoteži na datoj temperaturi, za datu talasnu dužinu, odnos emisione i apsorpcione snage ima jednu istu vrednost za sva tela koja emituju i apsorbuju na toj talasnoj dužini. Zakon kaže, da za neku talasnu dužinu, odnos E(λ, T, i) / a(λ, T, i) ima istu vrednost za sva tela, to će reći za sva tela sa indeksom i. Ovaj rad nije pominjao crna tela.
Godine 1860,e, i dalje ne znajući za Stjuartova merenja za odabrane kvalitete zračenja, Kirhof ukazuje da je odavno eksperimentalno utvrđeno da za ukupnu toplotnu radijaciju, ne odabranog kvaliteta, emitovanu i apsorbovanu od strane tela u ravnoteži, dimenzioni ukupni radijacioni odnos E(T, i) / a(T, i), ima jednu te istu vrednost za sva tela, to jest, za svaku vrednost materijala sa indeksom i. I dalje bez merenja zračne snage, ili ostalih eksperimentalnih podataka, Kirhof je onda ponudio svež teorijski dokaz svog novog principa univerzalnosti vrednosti odnosa E(λ, T, i) / a(λ, T, i) za neku talasnu dužinu, na termalnoj ravnoteži. I ovaj novi dokaz se takođe smatra za netačan.
Najbitnije, iz njega je proistekao novi teoretski postulat o "savršeno crnim telima," što je glavni razlog zašto se Kirhofov zakon pominje. Takva crna tela vrše totalnu apsorpciju na svojoj beskonačno tankoj površini. Ovo korespondira sa Balfour Stjuartovim referentnim ogaravljenim telima, sa unutrašnjim zračenjem. Kasnije u Plankovim razmatranjima, nisu bila korišćena realističnija crna tela. Plankova crna tela su apsorbovala i zračila jedino materijalom svoje unutrašnjosti; njihove površine su bile samo matematičke površine, koje nisu mogle ni da apsorbuju ni da emituju već samo da reflektuju i propuštaju sa refrakcijom.
Kirhofov dokaz je razmatrao proizvoljno, neidealno telo označeno sa i kao i različita crna tela označena sa BB (od eng. Black Body). Bilo je neophodno da se tela drže u šupljini u ravnoteži na temperaturi T. Njegov dokaz je trebalo da pokaže da je odnos E(λ, T, i) / a(λ, T, i) nezavisan od prirode i neidealnog tela, koliko god delimično transparentno ili reflektivno ono bilo.
Dokaz je sugerisao da za talasnu dužinu λ i na temperaturi T, u termičkoj ravnoteži, sva savršeno crna tela, iste veličine i oblika, imaju jednu te istu vrednost emisione snage E(λ, T, BB), sa jedinicama snage. Njegov dokaz je ukazivao da bezdimenzioni apsorpcioni ratio koji zavisi od talasne dužine a(λ, T, BB) savršeno crnog tela iznosi tačno 1. Onda bi za savršeno crno telo, odnos emisione u odnosu na apsorpcionu snagu, koji zavisi od talasne dužine E(λ, T, BB) / a(λ, T, BB) bi opet bio E(λ, T, BB), sa jedinicama snage. Kirhof je dalje razmatrao, termičku ravnotežu na proizvoljnom, neidealnom telu, i sa idealno crnim telom iste veličine i oblika, u šupljini u ravnoteži na temperaturi T. On je tvrdio da protok toplotnog zračenja mora biti jednak u svim slučajevima. Tako je sugerisao da je na termičkoj ravnoteži, odnos E(λ, T, i) / a(λ, T, i) jednak E(λ, T, BB), koji se sad može označiti sa Bλ (λ, T), kontinualnom funkcijom, zavisnom jedino od λ na datoj temperaturi T, i rastuća funkcija od T na fiksiranoj talasnoj dužini λ, na niskim temperaturama nestajući u vidljivom spektru, ali ne na dužim talasnim dužinama, sa pozitivnim vrednostima za vidljive talasne dužine na višim temperaturama, koje ne zavise od prirode i proizvoljnog neidealnog tela. (Geometrijski faktori, koje je Kirhof detaljno razmatrao su kasnije zanemareni.)
Tako se Kirhofov zakon toplotnog zračenja može formulisati: Za bilo koji materijal, koji zrači ili apsorbuje u termodinamičkoj ravnoteži na bilo kojoj zadatoj temperaturi T, za svaku talasnu dužinu λ, odnos emisione i apsorpcione snage ima stalnu vrednost, koja je karakteristična za idealno crno telo, i predstavlja emisionu moć koju mi označavamo sa Bλ (λ, T). (Kirhof je koristio oznaku e.)
Kirhof je objavio da je određivanje funkcije Bλ (λ, T) problem od najvišeg značaja, mada je prepoznao da će postojati eksperimentalni problemi. On je pretpostavio da kao i druge funkcije, koje ne ovise o svojstivma tela, da bi u pitanju bila jednostavna funkcija. Ponekad istoričari tu funkciju Bλ (λ, T) nazivaju "Kirhofova (emisiona, univerzalna) funkcija," mada njena precizna matematička formulacija neće biti poznata još 40 godina, dok je nije otkrio Plank 1900-e. Teorijski dokaz za Kirhofov univerzalni princip je bio razrađivan i raspravljan od strane mnogih fizičara. Kirhof je kasnije 1860-e izjavio da je njegov teorijski dokaz bio bolji od Balfour Stjuartovog, i u nekim pogledima i jeste bio. Kirhofov rad iz 1860-e nije pominjao drugi zakon termodinamike, i naravno nije pominjao koncept entropije koji do tada još nije bio osmišljen. U knjizi is 1862, Kirhof pominje vezu njegovog zakona sa Karnovim principom, koji je oblik drugog zakona.
Prema Helge Kragu, "Kvantna teorija je nastala zahvaljujući proučavanju toplotnog zračenja, a posebno zračenja "crnog tela" koju je Robert Kirhof prvo definisao između 1859–1860."

## Ostala Literatura
- Kroemer, Herbert; Kittel, Charles (1980). Thermal Physics (2nd изд.). W. H. Freeman Company. ISBN 978-0-7167-1088-2.
- Tipler, Paul; Llewellyn, Ralph (2002). Modern Physics (4th изд.). W. H. Freeman. ISBN 978-0-7167-4345-3.

## Spoljašnje veze
- Izračunavanje zračenja crnog tela Архивирано на веб-сајту  (12. април 2010) Interaktivni digitron sa Doplerovim Efektom. Uključuje skoro sve merne sisteme.
- Demonstracija Boja-u-Temperaturu na Academo.org
- Mehanizmi hlađenja ljudskog tela – sa Hyperphysics
- Opis zračenja koje emituju različita tela
- Emisija crnog tela Applet Архивирано на веб-сајту  (9. јун 2010)
- "Spektar crnog tela" Džefa Brajanta, Wolfram Demonstrations Project, 2007.